# De pepermunten
De pepermunten is het 127ste stripverhaal van De Kiekeboes. Dit album voor de reeks van Merho werd door striptekenaar Kristof Fagard getekend, inkt door Peter Koeken. Het album verscheen op 19 januari 2011.

## Verhaal
Tomboy, de vriendin van Fanny, heeft een vervallen hoeve gekocht in Sint-Juttemis, een klein dorpje in de West-Vlaamse polders. Fanny en Alanis trekken ernaartoe om het te helpen opknappen. Toevallig worden de weilanden rondom de hoeve op dat moment in gereedheid gebracht om een film van de Duitse regisseur Werner Sausbinder op te nemen. De film speelt zich af in de Eerste Wereldoorlog en daarvoor zijn loopgraven nodig.
Tijdens hun verblijf wordt Alanis ontvoerd door de vader van Tomboy, Ray Bann, die in ruil voor Alanis 10.000 euro wil. Ondertussen zijn Konstantinopel en Charlotte Kiekeboe te weten gekomen dat er in de nabijheid van de hoeve van Tomboy tijdens de Eerste Wereldoorlog een vliegtuig is neergestort. Aan boord waren de zogenaamde Pepermunten, een kostbare serie antieke gouden muntstukken. Konstantinopel ontdekt ook dat telkens dat de bombardementen voor de film van start gaan, de bestuurder van de graafmachine op een verder gelegen plek begint te graven. Dat doet hem vermoeden dat de hele film slechts opgezet spel is en dat de regisseur eigenlijk op zoek is naar de Pepermunten. Zijn vermoeden blijkt uiteindelijk waarheid te worden.

## Achtergronden bij het verhaal
- Regisseur Werner Sausbinder is een woordspeling op het woord sausbinder en de Duitse filmregisseur Rainer Werner Fassbinder.
- Tsum Beispiel is een woordspeling op het Duitse woord zum Beispiel voor bijvoorbeeld.
- Pjotr Barrelyev is een woordspeling op bas-reliëf.
- Het personage Ray Bann dook al eerder op in het album Vluchtmisdrijf
- Het dorpje Sint-Juttemis is een woordspeling op Sint-juttemis.